# ロイタースハウゼン
ロイタースハウゼン (ドイツ語: Leutershausen, ドイツ語発音: [ˈlɔ‿ytɐsha‿uzn̩]) は、ドイツ連邦共和国バイエルン州ミッテルフランケンのアンスバッハ郡に属す郡所属市であり、アルトミュール川沿いに位置する。

## 地理
ロイタースハウゼンは、郡庁所在地のアンスバッハとローテンブルク・オプ・デア・タウバーとのほぼ中間に位置する。
本市は、公式には49の地区 (Ort) からなる。このうち小集落や孤立農場などを除く集落を以下に列記する。
| - ブルスト - ビューヒェルベルク - エッカーツヴァイラー - エルルバッハ - フロンメッツフェルデン - ハンネンバッハ - ヘッツヴァイラー | - ヒンターホルツ - ヘーヒシュテッテン - ヨッホスベルク - レンゲンフェルト - ロイタースハウゼン - ミッテルラムシュタット - ノイキルヒェン・バイ・ロイタースハウゼン | - オーバーラムシュタット - レッテンバッハ - ザクセン - ティーフェンタール - ヴァイセンキルヒベルク - ヴィーダースバッハ - ヴィンデン |

## 行政
市議会は、市長を含めて21議席からなる。

### 紋章
赤地に銀の門。閉ざされた赤い門と三角の屋根の小櫓がある。屋根の上には黒と銀との旗がなびく。

### 友好都市
- Szendrö （ハンガリー）2001年7月1日より

## 文化と見所

### 建造物

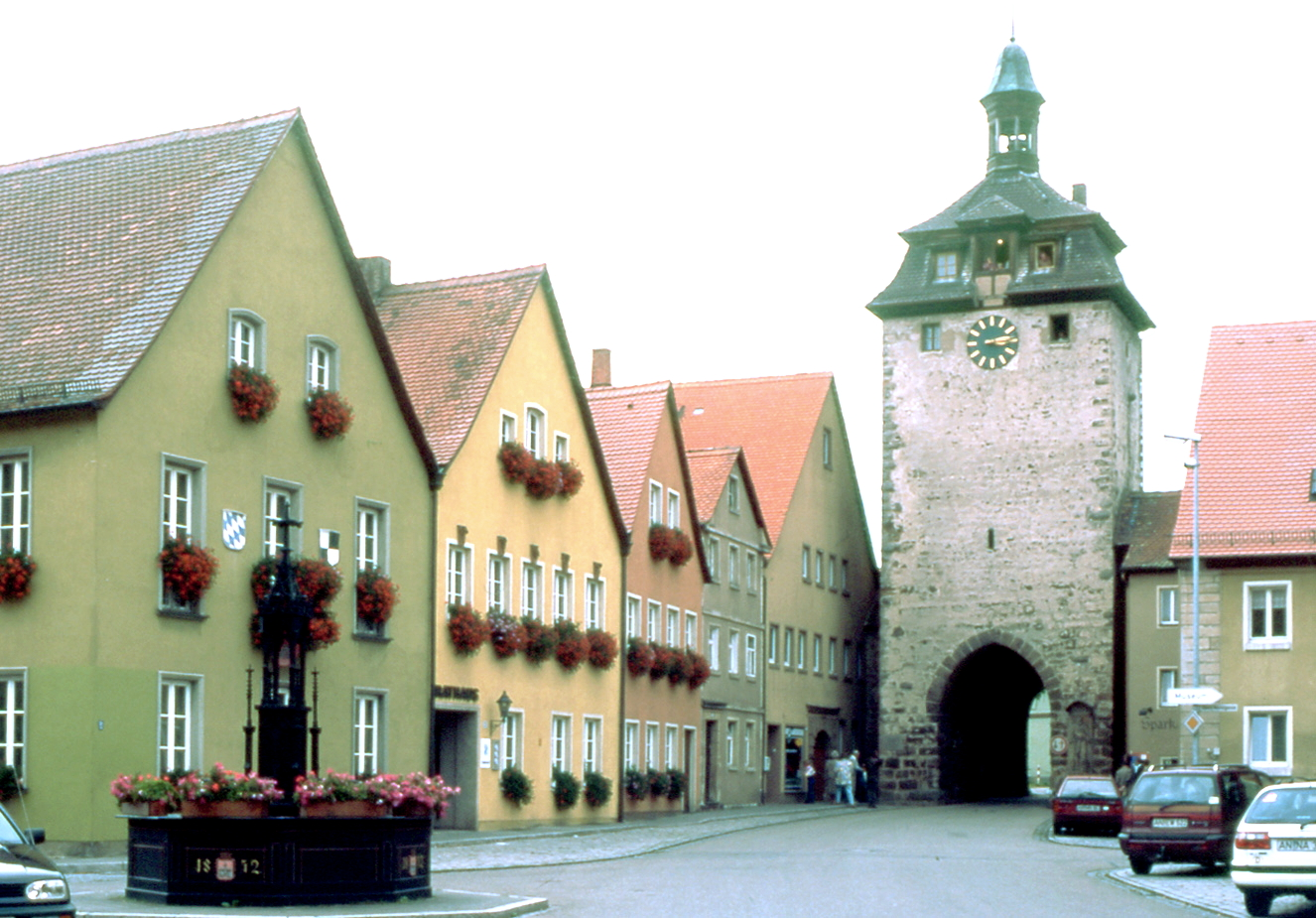
ロイタースハウゼンの市門

ロイタースハウゼンおよび周辺集落の建造物中、見所は、
- ロイタースハウゼン地区
  - 旧市壁と市門の遺構
  - ラートハウス前のレーレンブルンネン
  - 旧地方裁判所
  - 聖・ペータース教会
- ヨッホスベルク地区
  - 旧シナゴーグ
  - 聖マウリティウス教会

## 経済と社会資本
ロイタースハウゼンは、ロマンティック・フランケン観光連盟およびヘッセルベルク地区振興協会の一員である。また、アウラハ、ブルクオーバーバッハ、ヘリーデンとともに市町村連盟 "AGIL"を形成する。
ロイタースハウゼンには、TVU（テキスタイル加工連盟）に加盟する多くの企業がある。年間5,000tの生産量はヨーロッパ最大の糸加工業地区である。

## 人物

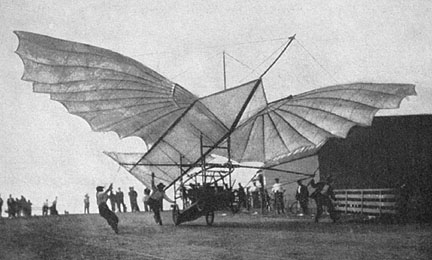
ヴァイスコプフのアルバトロス号

### 出身者
- グスタフ・ヴァイスコプフ (Gustav Albin Weißkopf, 1874 - 1927) ライト兄弟と並ぶ航空航空機のパイオニア。

## 引用
1. ↑  https://www.statistikdaten.bayern.de/genesis/online?operation=result&code=12411-003r&leerzeilen=false&language=de Genesis-Online-Datenbank des Bayerischen Landesamtes für Statistik Tabelle 12411-003r Fortschreibung des Bevölkerungsstandes: Gemeinden, Stichtag (Einwohnerzahlen auf Grundlage des Zensus 2011)
2. ↑  Max Mangold, ed (2005). Duden, Aussprachewörterbuch (6 ed.). Dudenverl. p. 508. ISBN 978-3-411-04066-7
3. ↑  Bayerische Landesbibliothek Online